# Sziget (elpusztult település)
Sziget, más néven Szigetke vagy Szigetfalu hajdan volt Bereg vármegyei település a Tisza jobb partján, Kislónya, Eperjeske és Szalóka között.

## Története
A falu történetéről a 15–18. századból vannak adatok. A 15. században a Lónyay családon kívül Keresztúri Helele, majd a Csarnavodai, a Naményi, a Drágffi, valamint a Bozzási család (1559) birtokolták. 1566-ban a tatárok pusztították el. Írásos adatok vannak arról, hogy 1478 tavaszán Bátori István országbíró előtt Naményi Miklós fia Gergely és István zálogba adtak több birtokot, hogy a kölcsönkapott pénzből nőági részüket Arthand-i Balázsnak a Bereg megyei „Namen, Lonya, Kyslonya, Bathio, Haranglab, Bolthragh és Zygeth” birtokok után ki tudják fizetni.
Az egykori falu szerepel több összeírásban (így például a 16. századi és a 17. századi  conscriptioban).
Lakói a Tisza áradásai elől 1780 előtt Kislónyára (ma Lónya) költöztek és harangjukat is magukkal vitték, mivel az Első Katonai Felmérésben már nem szerepel faluként Sziget. A közeli Lónya településen és környékén igen gyakori a "Szigeti" családnév, ami szintén az áttelepülésre utal. Babus Jolán tanulmánya szerint a Barna család is Szigetről települt át. A település elfeledett maradványai a Tisza szabályozásakor kerültek felszínre. Az Eperjeske alatt található holtágmaradványt a mai napig Sziget-dűlőnek hívják. 